# ミズスギナ
ミズスギナ（Rotala hippuris）は、ミソハギ科キカシグサ属に分類される植物。湖沼やため池で見られる水草で、アクアリウムに用いられる水草としても知られる。

## 分布
日本固有種で、関東以西の本州、四国、九州に分布。生息地の減少に伴って個体数は減少しており、環境省のレッドデータブックで絶滅危惧種に指定されている。

## 形態、生態
多年草。匍匐茎を伸長し、上部は直立、茎の高さは3-10cm。葉は線形葉で5-12輪生し、長さは2-3cm。水面まで茎を伸ばし、水上に茎が出た場合は、水中とは異なった形態の葉（異型葉）をつける。花は白色で、水上に伸びた茎の葉腋につく。また水中で閉鎖花をつけ、無性的に繁殖する可能性も示唆されている。

## 利用
アクアリウムにおいて、水槽で栽培されることがある。